# بن إرينريك
بن إرينريك (بالإنجليزية: Ben Ehrenreich)‏ (1972)؛ صحفي وروائي أمريكي.